# Antigua (Kleine Antillen)
Antigua (spanisch „die Alte“) ist eine Insel der Kleinen Antillen in der Karibik und Hauptinsel des Staates Antigua und Barbuda.

## Geographie

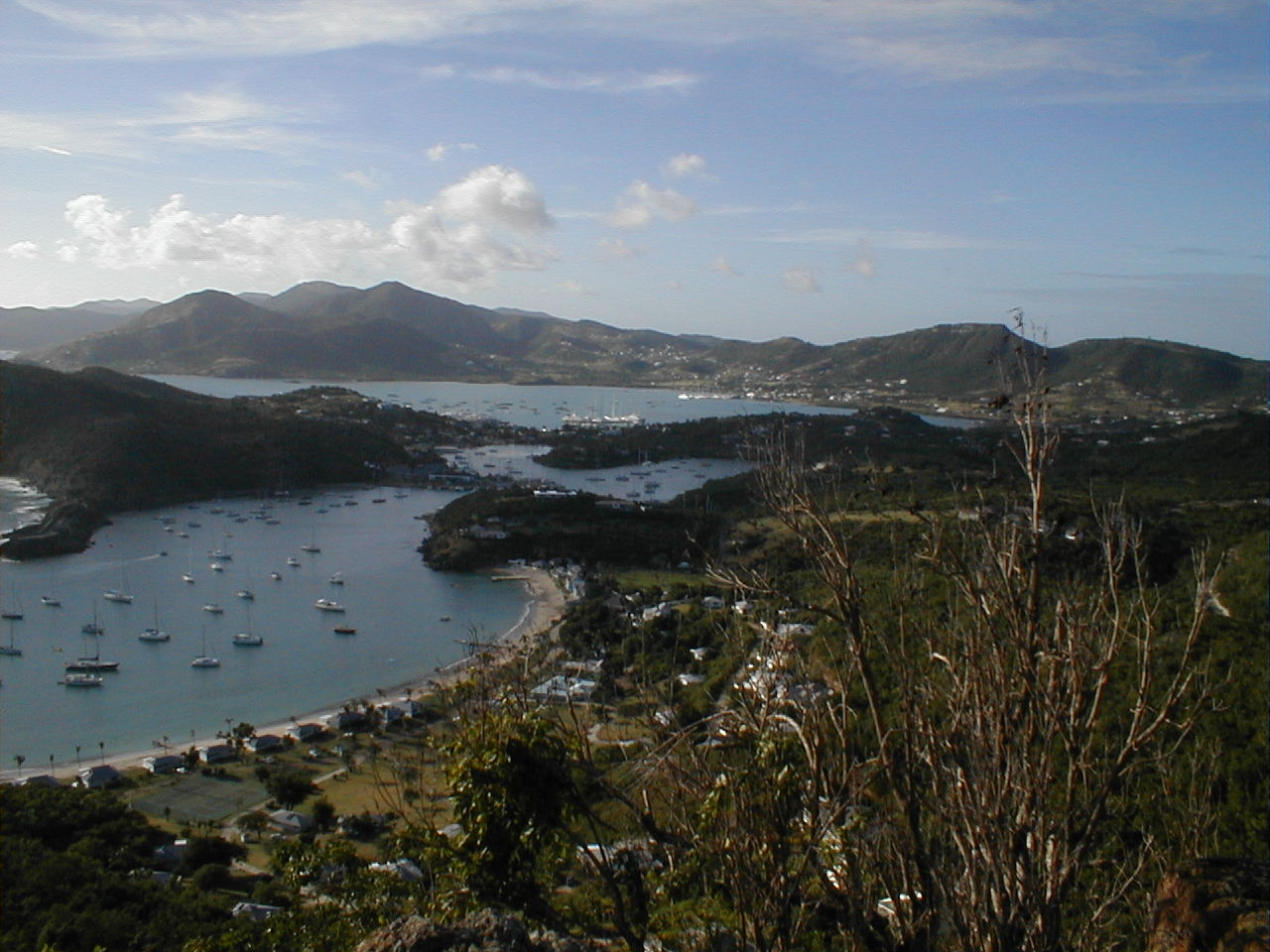
English Harbour und Falmouth Harbour im Süden der Insel

Die Insel gehört zu den Inseln über dem Winde und liegt ungefähr 40 km südlich von Barbuda, 70 km östlich von Nevis, 40 km nordöstlich von Montserrat und 70 km nördlich von Guadeloupe. Die Insel ist 281 km² groß. Ihre Hügel erheben sich bis zu 402 m über den Meeresspiegel.
Ihre 365 Strände (bei einer Küstenlinie von nur 87 km) gelten als sehr schön und feinsandig. Antigua besitzt zahlreiche Kaps und Naturhäfen. Die Landschaft ist geprägt von Palmen, Ananas- und Baumwollfeldern.

## Wirtschaft und Bevölkerung

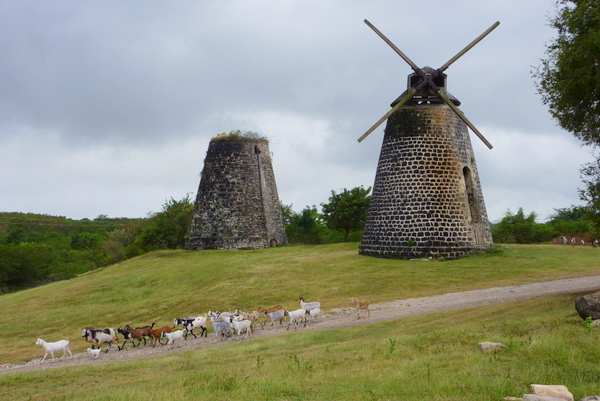
Betty’s Hope

Hauptwirtschaftsfaktor ist der Tourismus. Aus dem 17. Jahrhundert stammt die erste Zuckerrohrplantage der Insel, Betty’s Hope. Der Besitzer Christopher Codrington benannte die Plantage nach seiner Tochter Betty. Zwei Windmühlentürme und die Ruinen der Brennerei erinnern an den einstigen Reichtum.
Zur letzten Volkszählung (2011) wies Antigua etwa 84.000 Einwohner auf, sie sind eine ethnische Mischung aus den ausgerotteten Ureinwohnern und den spanischen Eroberern samt weiteren Zuwanderern aus aller Welt.

## Geschichte

### Entdeckung
Antigua wurde am 10. November 1493 von Christoph Kolumbus auf seiner zweiten Reise entdeckt. Er benannte die Insel nach seiner Schutzheiligen Maria, die u. a. in der Kathedrale von Sevilla als Virgen de la Antigua verehrt wird. An diesem Tag „klapperten“ die Spanier mehrere Inseln ab, um Española zu erreichen, und passierten Antigua frühmorgens. Kolumbus selbst hat die Insel wohl nicht betreten; seine Berichte beschrieben die Insel „als von Wilden bewohnt, ohne Trinkwasser oder Dinge von Wert“. 1520 versuchte eine Gruppe Spanier, die Insel zu besiedeln, gab aber bald wieder auf. Die einheimischen Indianer dürften dabei ausgerottet worden sein, von ihrer Kultur finden sich noch zahlreiche Artefakte und ein paar Siedlungsstellen.

### Kolonialzeit und Politik
Die Insel wurde knapp 150 Jahre nach der Entdeckung, im Jahre 1632, durch die Briten kolonialisiert. 1666 eroberte die französische Flotte im November die Insel im Laufe des Zweiten Englisch-Niederländischen Krieges.
Im Jahr 1674 bildete Antigua gemeinsam mit Nevis, St. Kitts und Montserrat eine Konföderation englischer Inselkolonien mit gemeinsamem Abgeordnetenhaus unter dem Gouverneur William Stapleton. Seit diesem Jahr wurde Zuckerrohr angebaut, dafür wurden im folgenden Jahrhundert Tausende von Sklaven auf die Insel gebracht. So stieg deren Zahl von 12.500 im Jahr 1713 auf 37.500 (um 1775). 1833 wurde die Sklaverei in Großbritannien abgeschafft. Die vormaligen Eigentümer der Sklaven wurden großzügig entschädigt, während die ehemaligen Sklaven landlos und ohne Entschädigung blieben.
Die britische Kolonialherrschaft dauerte bis 1981. Mit der Unabhängigkeitserklärung am 1. November 1981 wurde der Name der Kolonie, Antigua, geändert in den Namen des unabhängigen Staates Antigua und Barbuda, der heute eine parlamentarische Monarchie ist. Die Hauptstadt, Saint John’s, befindet sich auf Antigua.

## Sehenswürdigkeiten

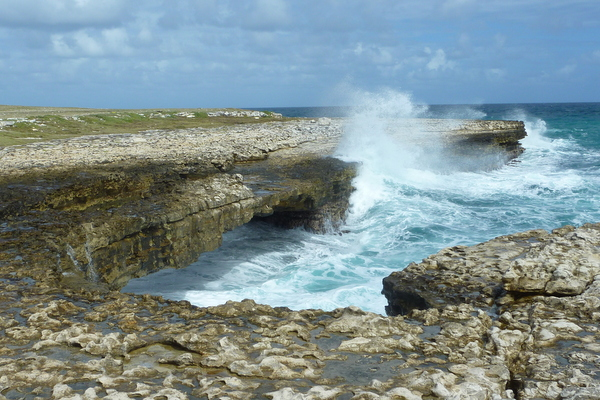
Devil’s Bridge

Im Süden der Insel befindet sich der Schauhafen Nelson’s Dockyard, ein im 18. Jahrhundert von der Royal Navy befestigter Kriegshafen, der durch seine natürliche Lage zu den wenigen tropensturmsicheren Häfen gehört.
Auf der Ostseite der Insel liegt das Naturdenkmal Devil’s Bridge. Die Brecher des Atlantiks formten hier einen natürlichen Rundbogen aus Kalkstein.
Bemerkenswert ist die St. John’s Cathedral in der Hauptstadt. Sie entstand auf den Fundamenten vorheriger Gotteshäuser im Zeitraum 1849 bis 1945. Das Kirchengebäude ist sowohl Johannes dem Seher (John the Divine), als auch Johannes dem Täufer gewidmet. Das Haus ist 48 m lang, im Inneren gibt es eine dreiseitige schöne Holzempore.

## Persönlichkeiten
- Frank Walter (1926–2009), Künstler und Philosoph.
- Frederick Crute (Kool DJ Red Alert; * 1956), US-amerikanischer DJ und Hip-Hop-Produzent, wurde auf der Insel geboren.
- Eric Clapton (* 1945), englischer Gitarrist, Sänger und Komponist, gründete hier das Crossroads Centre Antigua, eine Drogenklinik für Reiche.[10]
- Silvio Berlusconi (1936–2023) war Besitzer eines Anwesens mit sieben Villen auf Antigua.
- Jamaica Kincaid (* 1949), schwarze antiguanisch-US-amerikanische Schriftstellerin, in Saint John’s geboren. A Small Place (1988), deutsch: Nur eine kleine Insel (1993) handelt von ihrem Aufwachsen auf der Insel.